# Mrowino (przystanek kolejowy)
Mrowino – nieczynny przystanek osobowy w Cerekwicy / Mrowinie, w województwie wielkopolskim, w Polsce.